# Distrito de Quillo
El distrito de Quillo es uno de los ocho  distritos que conforman la provincia de Yungay, ubicada en el departamento de Áncash, bajo la administración del Gobierno Regional de Áncash, Perú.  
En el año 2017 el fenómeno El Niño también afectó a esta parte del Perú y como proceso de recuperación de medios de vida el gobierno nacional ha construido centenares de casas para los más afectados. Actualmente, hay un conjunto de obras que están en proceso de ejecución, principalmente escuelas públicas en diferentes caseríos.   

## Toponimia
La palabra "Quillo" es una versión castellanizada de la palabra quechua "Killup" y este probablemente signifique "luna". De ahí que el distrito lleva la denominación "Morada de la luna radiante".  

## Historia
El distrito de Quillo fue creado mediante Ley de 2 de enero de 1857, en el gobierno del Presidente Ramón Castilla. 

## Geografía
El distrito de Quillo, ubicado geográficamente en la Cordillera Negra, sufre de una agobiante falta de agua en la época del "verano serrano" lo cual impide que los campesinos puedan planificar su producción agropecuaria y desarrollo humano. Esta situación se ha agravado año a año por la falta de inversiones públicas y privadas desde la llamada Reforma agraria dictada por el Gobierno Militar del General Velasco y el sismo alud que destruyó la ciudad capital de Yungay en 1970. 
La supervivencia de Quillo y de la mayoría de los pueblos de la Cordillera negra dependen del estudio y construcción de "presas de agua" en las alturas de dicha cordillera. Las presas podrían almacenar las aguas procedentes de abundantes precipitaciones de lluvias de los meses de diciembre a abril.
[Política]
Quillo es bastante deficiente en su práctica política, razón por la cual ha retrasado año tras año en la mejora de educación, infraestructura vial y salud principalmente. La improvisación de sus autoridades es bastante evidente como el caso del actual actual alcalde que, por ejemplo, no pudo gestionar ninguna obra en el año 2019 (cero soles en gasto público).  

## Cultura
La mayoría de las personas todavía mantienen sus costumbres ancestrales, tanto en el cultivo de los productos agrícolas como sus formas de vestir. No obstante, en los últimos años ha habido fuerte influencia de la cultura occidental. Otro aspecto de relevancia es que este distrito mantiene su propia forma de vida, sobre todo en su forma de vestir: las mujeres quillopinas, difícilmente se podrían equiparar a otro tipo de culturas. Además, el pueblo quillopino tiene una característica muy peculiar en el flolcklore: una música con lleno de colores y para un público diverso. También tiene danzas típicas y autóctonas.      

## Capital
La capital del distrito es Quillo. 

## Autoridades

### Municipales
- 2023 - 2026[1]
  - Alcalde: Rodrigo Marcelo Huerta Quiroz, del partido político Alianza Para El Progreso.
  - Regidores:

  1. Edgar Josué Murga Pirca (Partido Político Alianza Para el Progreso)
  2. Miller Michel Méndez Llanto (Partido Político Alianza Para el Progreso)
  3. Margarita Felicita Ala Olivera (Partido Político Alianza Para el Progreso)
  4. Karla Nanci Aurelio Baltazar (Partido Político Alianza Para el Progreso)
  5. Idania Soledad Huerta Osorio (Movimiento Independiente Regional El Maicito)

Alcaldes anteriores
- 1999 - 2003: Juan Abel Cruzado Navarro
- 2003 - 2007: Juan Abel Cruzado Navarro
- 2007 - 2010: Luis  Palomino Palacios
- 2010 - 2014: Fernando Ciro Casio Consolación
- 2014 - 2018: Fernando Ciro Casio Consolación
- 2018 - 2022: Fortunato Santos Caballero Lacho